# Peliades platypoda
Peliades platypoda är en insektsart som först beskrevs av Bierman 1910.  Peliades platypoda ingår i släktet Peliades och familjen sporrstritar. Inga underarter finns listade i Catalogue of Life.